# Луїс Арсе
Луїс Альберто Арсе Катакора (ісп. Luis Alberto Arce Catacora; нар. 28 вересня 1963, Ла-Пас, Болівія), широко відомий як Лучо — болівійський політик, який двічі обіймав посаду міністра економіки та державних фінансів з 2006 по 2017 рік і в 2019 році під керівництвом президента Ево Моралеса. Президент Болівії після перемоги на загальних виборах 2020 року.

## Життєпис

### Ранні роки
Луїс Арсе народився 28 вересня 1963 року в Ла-Пасі. Він є сином вчителів Карлоса Арсе Гонсалеса та Ольги Катакора. Арсе виріс у сім'ї, що належала до середнього класу і навчався в середній школі у своєму рідному місті з 1968 по 1980 роки. Навчався в Інституті банківської освіти в Ла-Пасі, спочатку здобув освіту бухгалтера в 1984 році. У 1991 році він отримав ступінь бакалавра економіки у Вищому університеті Сан-Андреса, після чого закінчив своє навчання за кордоном в Університеті Ворика в Ковентрі, Велика Британія, де 1997 отримав ступінь магістра економіки. Він також є почесним доктором університету Лос-Андес та приватного університету Франца Тамайо (UNIFRANZ) у Болівії.

### Кар'єра
Більшу частину свого робочого життя Арсе провів як державний службовець, починаючи з 1987 року в Центральному банку Болівії, де провів значну частину своєї професійної кар'єри. З 1992 по 2005 рік Арсе працював в управлінні міжнародних операцій Центрального банку Болівії на посаді заступника керівника резервів. У період з 1994 по 1995 рік він буде підвищений до посади керівника Департаменту інформації та публікацій підрозділу досліджень та аналізу в управлінні економічних досліджень Центрального банку Болівії. 
Він також почав працювати в академічно-університетській галузі як професор у студентів і науковий керівник у аспірантів в різних державних університетах та приватних університетах Болівії. Він також читав численні лекції в різних університетах Європи, Північної Америки та Латинської Америки, включаючи Колумбійський університет у Нью-Йорку, Буенос-Айресський університет та Гарвардський університет.

### Міністр економіки
23 січня 2006 року Президентом Ево Моралесом Арсе був призначений міністром фінансів. Через три роки, у 2009 році, він очолив новостворене Міністерство економіки та державних фінансів. Деякі ЗМІ в Болівії описують Арсе як головного архітектора економічного відродження Болівії. Арсе курував націоналізацію нафтогазових, телекомунікаційних та гірничодобувних компаній у Болівії, а також створення BancoSur. Він курував швидке зростання економіки Болівії, коли ВВП збільшився на 344 %, а частка дуже бідних скоротилася з 38 % до 15 %.
У 2011 році журнал American Economy Magazine поставив Луїса Арсе 8-м найкращим міністром економіки регіону з 18. Напередодні загальних виборів у Болівії 2014 року The Wall Street Journal вважав його головним козирем при переобранні Моралеса.
24 червня 2017 року Луїс Арсе був змушений покинути свою посаду та поїхати до Бразилії, щоб пройти операцію, оскільки місяцями раніше у нього був діагностований важкий рак нирки. Він провів там період відновлення, після чого повернувся на посаду міністра економіки 23 січня 2019 року.

### Президентська кампанія 2020 року
Після болівійської політичної кризи 2019 року, яка призвела до відставки президента Ево Моралеса та його уряду, тимчасовий президент Жанін Аньес призначила нові вибори. 19 січня 2020 року Моралес оголосив, що після восьмигодинних переговорів в Аргентині Луїс Арсе та колишній міністр закордонних справ Девід Чокеуанка були обрані кандидатами від Руху до соціалізму (MAS) на виборах 2020 року.
Супротивники Арсе критикували його як маріонетку Моралеса — звинувачення, проти якого він та його партія відкараскувались. Один з лідерів MAS, Давид Апаза, намагався дистанціювати кампанію Арсе від суперечливого екс-президента, заявивши, що «Ево однозначно не втручатиметься в діяльність урядцу брата Луїса Арсе». Сам Арсе заявив, що Моралес «не відіграватиме жодної ролі в нашому уряді».

## Президент Болівії

### Спроба державного перевороту

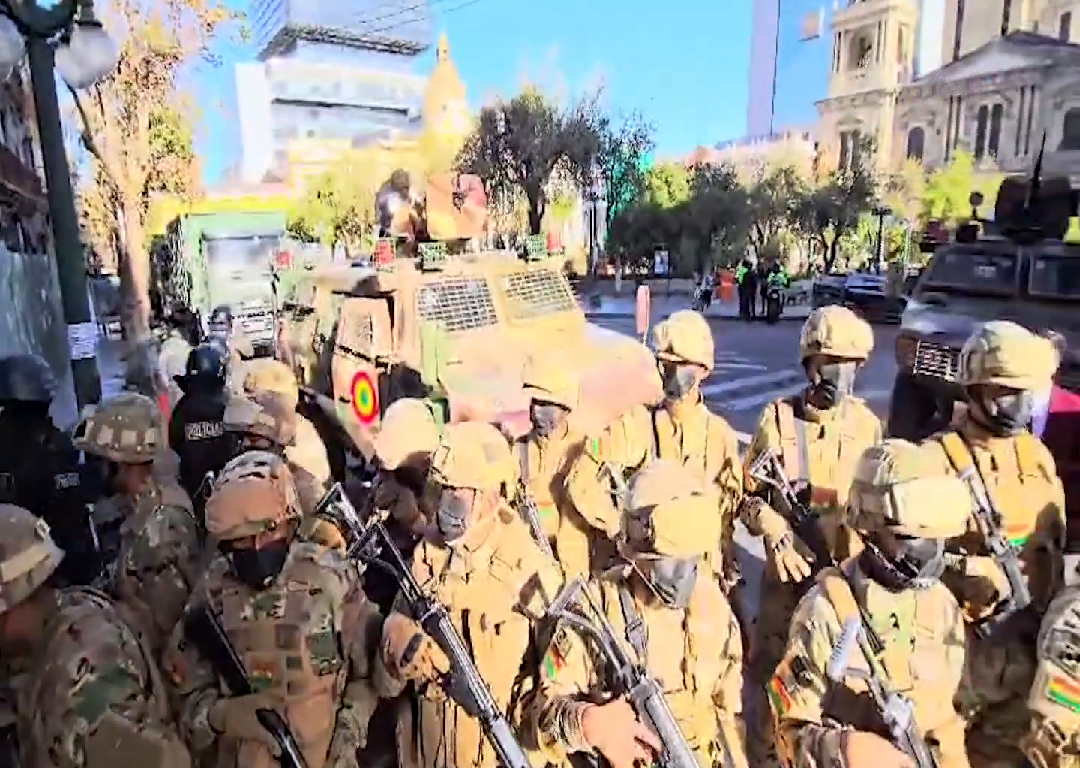
Військові в центрі Ла-Паса; територія навколо Каса-дель-Пуебло і площі Мурільйо

26 червня 2024 року війська під командуванням тодішнього командувача армії генерала Хуан Хосе Зуньїги захопили площу Мурільйо в місті Ла-Пас, пізніше штурмували Паласіо Кемадо, що призвело до словесної конфронтації з президентом Арсе, якому вдалося змусити його відмовитися від своєї позиції, відправити у відставку і віддати наказ про його арешт. Спроба державного перевороту тривала чотири години, за цей час 12 осіб було поранено з вогнепальної зброї. Після того, як війська залишили площу Мурільйо, поліція заарештувала Зуньїгу і Хуана Арнеса Сальвадора, керівника армії, а також десяток військових, які співпрацювали у спробі державного перевороту.
Під час захоплення площі Мурільйо Зуньїга виступив перед ЗМІ, заявивши, що:
«звільнити» «всіх політичних в'язнів», включно з колишнім президентом Жанін Аньєс та опозиційним губернатором Луїсом Фернандо Камачо, ув'язненими за переворот проти Моралеса в листопаді 2019 року.
Зуньїга відомий своєю рішучою позицією проти того, щоб Ево Моралес міг балотуватися на наступних президентських виборах. Після арешту він стверджував, що саме президент Арсе попросив його здійснити напад, щоб здобути популярність напередодні виборів. За словами міністра Едуардо дель Кастільйо ці заяви, «не відповідають дійсності».

## Особисте життя
Арсе одружений з Лурдес Бригідою Дуран Ромеро. У них троє дітей: Луїс Марсело, Рафаель Ернесто та Каміла Даніела.

## Публікації
Луїс Арсе опублікував кілька книг та статей з економіки, серед яких «Болівійська економічна соціально-комунітарна продуктивна модель» (2015), «Невизначеність та доларизація в Болівії», «Чи доречний механізм Больсіна (валютний ринок Центрального банку)?», «Коротка оцінка політики обмінного курсу Болівії», «Внесок у дискусію щодо доларизації», «Попит на гроші в Болівії», «Фінансова лібералізація та концентрація в банківській системі».